# リック・ダンコ
リック・ダンコ（Rick Danko、1942年12月29日 - 1999年12月10日）は、カナダ・オンタリオ州グリーンズコーナー出身のミュージシャン。ザ・バンド (The Band) のメンバーとして知られる。本名は、リチャード・クレア・ダンコ。ザ・バンド時代はボーカル、ベース、ギター、フィドルなどを担当した。

## 略歴
オンタリオ州ノーフォーク・ブレイニーに生まれ、シムコー郊外の農家に育つ。幼い時から親族の宴会で演奏されていたカントリー・ミュージックに親しみ、楽器を弾いたりハンク・ウィリアムズの曲を歌うなど音楽的才能に恵まれていた。さらにサム・クックなどのソウルミュージックや地元の農家で婚礼に演奏されたポルカなどをも好み、その後の彼の音楽性に大きな影響を及ぼす。
故郷でバンドを結成するがほどなくして市内の精肉業で働くようになる。1961年、たまたま地元を巡業していたロニー・ホーキンズにスカウトされ、バック・バンドのホークスに加入してベースを担当する。
ホークスはその後、ボブ・ディランのバンドとなり、ダンコは「火の車 (This Wheel's on Fire)」をディランと共作した。1968年、ホークス改めザ・バンドのデビュー。ダンコは力強いベースと渋みのあるボーカルで存在感を示した。後期のアルバム『南十字星』（1975年）に収録された「同じことさ! (It Makes No Difference)」の歌声は高く評価されている。
1972年、ボビー・チャールズがベアズヴィル・レコードからリリースしたデビュー作『ボビー・チャールズ』にプロデューサーとミュージシャンとして参加。チャールズとの共作で「Small Town Talk」を書いている。
ザ・バンド解散後はソロ活動に転じ、1977年、アルバム『リック・ダンコ』をリリース。1983年には、ザ・バンドの再結成に参加した。以後、1999年に亡くなるまでメンバーとして活動。3枚のアルバムにも参加している。
1997年5月6日、ジェリー・ガルシアの追悼イベント「Dead Heads Festival」に、ダンコ・フィエル・アンダースンとして参加するため滞在していた日本で、アメリカにいる妻にヘロインをホテル宛に送らせた罪で逮捕。7月24日、千葉地裁にて彼の有罪が確定し、強制送還となった。
1999年12月10日、ニューヨーク州マーブルタウンの自宅にて、就寝中に死去した。ザ・バンドは、彼の死を以って活動を停止した。

## ディスコグラフィ

### ソロ・アルバム
- 『リック・ダンコ』 - Rick Danko (1977年)
- Rick Danko in Concert (1997年)
- 『ライヴ・オン・ブリーズ・ヒル』 - Live on Breeze Hill (1999年)
- 『タイムズ・ライク・ディーズ』 - Times Like These (2000年)
- 『クライン・ハート・ブルース』 - Cryin' Heart Blues (2005年) ※コンピレーション
- 『ライヴ・アット・ディランズ・カフェ1987』 - At Dylan's Cafe (2007年)
- 『ライヴ・アット・ザ・ティン・エンジェル 1999』 - Live at the Tin Angel, 1999 (2011年)
- Live at Uncle Willy's, 1989 (2011年)
- Live at the Iron Horse, Northampton 1995 (2011年) ※with ブロンディー・チャップリン（英語版）、エド・ケルヒャー
- 『ライヴ・アット・マイ・ファーザーズ・プレイス1977』 - My Father's Place 1977 (2016年)
- 『ダブル・ライブ』 - Double Live (2018年)

### ダンコ・フィエル・アンダースン
- 『ダンコ・フィエル・アンダースン』 - Danko/Fjeld/Andersen (1991年)
- 『ライディン・オン・ザ・ブラインズ』 - Ridin' on the Blinds (1994年)
- One More Shot (2002年)

### リック・ダンコ&リチャード・マニュエル
- 『ウィスパリング・パインズ〜ソロ・ライヴ』 - Whispering Pines: Live at the Getaway (2002年) ※リチャード・マニュエル名義
- 『ライヴ・イン・スクラントン1985』 - Live at O'Tooles Tavern (2009年)
- 『ライヴ・アット・ザ・ローン・スター・カフェ 1984』 - Live at the Lone Star Cafe, 1984 (2011年) ※with ポール・バターフィールド
- 『ライヴ・アット・ザ・ローン・スター・カフェ 1985』 - Live At The Lonestar, NYC. 1985 (2016年) ※with ガース・ハドソン
- 『ライヴ・アット・ホースマン・サルーン 1985』 - Live At The Horseman Saloon (22nd March 1985) (2019年)